# Mojeños
Els mojeños o mojos són una ètnia del nord-est de Bolívia. Actualment els mojeños viuen al departament de Beni, principalment als voltants de Trinidad i San Ignacio de Moxos, al Territori Multiètnic del Bosc de Chimanes s i en la zona del parc nacional Isiboro Sécure. El seu idioma pertany a la família lingüística arawak.
La població que es va autoreconèixer com mojeña en el cens bolivià de 2001 va ser de 46.336 persones. Aquest número va disminuir a 42.093 en el cens de 2012. A ells han d'agregar-se els que es van autoreconèixer ignacianos (1.007), javerianos (40), loretanos (93) i trinitarios (7.073).

## Història
Pobladors anteriors de la regió –que abans de la independència de Bolívia eren un sol territori denominat Mojos– van ser els aborígens itonama, cayuvava, canichana, tacana i movima; posteriorment van arribar els moxos o moxeños, de l'ètnia arawak que van desenvolupar una cultura més complexa entre l'Amazònia i els planades centrals.
Per raons desconegudes, entre l'any 1500 i el 800 a. C., grups agrícoles d'origen arawak provinents de terres baixes (Surinam) van abandonar el seu hàbitat i van migrar cap a l'oest i el sud portant una tradició ceràmica incisa. Els moxos que van fer part d'aquest corrent de població, van construir canals de reg i terrasses de cultiu, així com llocs rituals. Milers d'anys abans de Crist els arawak es van dirigir també cap al nord i van anar poblant les illes del mar Carib passant d'illa en illa. El final d'aquesta lenta expansió va ser la seva arribada a l'illa de Cuba i a La Hispaniola.
Peces de terrisseria trobades en la campanya de Santa Cruz i fins i tot dins de l'actual recinte de la ciutat de Santa Cruz de la Sierra, revelen que la comarca va servir d'estatge a pobles arawak que posseïen una cultura ceràmica, que es coneix com chané.
Cronistes com Diego Felipe de Alcaya, compten d'un poble vivent entre els últims contraforts de la serralada andina i el curs mitjà del riu Guapay. En la gran planícia i de llarg a llarg de les riberes estaven establertes i confederades les comunitats sota el comandament superior d'un cabdill, a qui Alcaya designa amb el títol de rei, aquest portava el nom dinàstic de Grigotá, tenia un còmode habitatge i vestia una espècie de camisa de vius colors. Subordinats a ell, disposant de centenars de guerrers estaven els cacics als qui se'ls anomena Goligoli, Tundi i Vitupué.
No obstant això Grigotá i el seu poble van ser interromputs per pobles agressius i guerrers, els guaranís, que van arribar des de l'est i el sud-est i van aconseguir reduir a condició d'esclaus als chanés. Tots els antecedents indiquen que la irrupció guaranítica va ocórrer cent o més anys abans de la conquesta espanyola.
Quan Colom va arribar al Carib (1492), els arawak estaven sent envaïts pels caribs o caniba (guaranís (anomenats chiriguanos pels inques) o guarayos a terres de l'orient bolivià), una ètnia molt bel·licosa que – seguint el mateix camí que ells – havien partit de Amèrica del sud, havien anat prenent una per una totes les Petites Antilles i estaven començant a realitzar atacs sobre la zona oriental de l'illa Espanyola (avui Punta Canuda); i finalment van sotmetre als chané. Van ocupar tota l'extensa zona de serralada i els plans.
La relació social entre els guaranís i els chané va ser la de patró-esclau, vencedor-presoner. La taxa numèrica entre guaranís i chanés era d'1 a 10. Se segueix sense comprendre –encara subratllant el caràcter pacífic dels chanés– com van poder ser reduïts a una situació tan brutal d'esclavitud, segons apunten tots els autors. Diversos fets justifiquen aquesta afirmació. Per exemple, l'ús de la seva llengua de manera secreta i el que en moltes ocasions acudissin a l'ajuda espanyola, suportant mal la presència guaraní; a una acció de conquesta, és a dir, pràctica de matança dels homes, ritual de la antropofagia i acaparament de dones i nens.
No obstant això, en opinió d'investigadors, la relació guaraní-chané, patró-esclau; va arribar a complementar-se com una societat interessant en la qual els primers complien la funció de guerra i els segons, l'econòmica.
En iniciar-se la conquesta espanyola, els guaranís ocupaven les terres orientals i sostenien dures lluites contra els inques de l'oest, per a impedir-los el pas des del fort.
Els guaranís del Paraguai, atrets per les notícies que tenien dels indis del Chaco d'una regió rica en metalls, en cases de pedra i en ornaments de tot gènere, amb un llac immens (el Titicaca), i habitada per una població nombrosa, van creuar el Chaco i es van dirigir fins als contraforts andins, on es van establir i van començar a guerrejar contra dels pobladors de l'altiplà andí. Enric de Gandia deixa establert que no pot fer conjectures respecte a l'any en què la migració guaranítica va poder realitzar-se cap a l'orient bolivià.
Escriu l'historiador Enrique Finot que «establir límits de territori va ser la lluita permanent i sostinguda pels originaris de l'altiplà i l'Orient abans de la irrupció dels espanyols i posteriorment, convertits en soldats de la conquesta, fundada Santa Cruz de la Sierra i traslladada».
Els chiriguanos i canichanas i altres famílies igualment bel·licoses perseguien amb les seves fletxes mortalment emmetzinades als espanyols d'Irala, de Chaves, de Manos, de Pérez de Zurita, de Suárez de Figueroa (les cinc figures més il·lustres d'aquesta llarga contesa) perquè ocupessin el seu territori sagrat. Tota aquesta terra existia per a aquests pobles originaris; i els blancs portaven la consciència de conquistar a «impurs», «pagans» i «subhumans». Renegaven per voler coexistir en la terra d'ells.
Els chiriguanos preferien morir a lliurar-se i no sols van acceptar les guerres que van ser cap a ells, triomfant a la llarga en mèrit al seu coneixement de les sendes serranes i a la seva astúcia i valor, sinó que no perdien oportunitat de tendir emboscades als expedicionaris i atacar als pobles en tota conjuntura favorable per a destruir-los, juntament amb tots els seus habitants, com ho van aconseguir amb Santo Domingo de la Nueva Rioja i la Barranca.